# 巴勃羅·卡雷尼奧·布斯塔
巴勃羅·卡雷尼奧·布斯塔（西班牙語：Pablo Carreño Busta，1991年7月12日—）是一位西班牙職業網球運動員，ATP排名最高世界第10（2017年7月 17日）。他赢得了七个单打冠军，包括一个大师赛冠军（2022年加拿大公开赛）以及四个双打冠军。2017、2020年美國網球公開賽，卡雷尼奥·布斯塔闖進四強，為大滿貫賽的最佳成績。2020年東京奧運會，卡雷尼奥·布斯塔擊敗世界排名第一諾瓦克·德約科維奇獲得銅牌。

## 职业生涯

### 2021年：职业生涯第200场胜利，两座ATP冠军，奥运会铜牌得主
卡雷尼奥·布斯塔在西班牙马贝拉公开赛上以头号种子的身份在决赛中以6-1,2-6,6-4击败了同胞若姆·穆纳尔。这场胜利也是他在ATP巡回赛上的第200场胜利。卡雷尼奥·布斯塔在汉堡公开赛中直落两盘击败菲利普·克拉伊諾維奇赢得冠军，这是他职业生涯中级别最高的冠军，也是他的第六个冠军。
2020年夏季奧林匹克運動會網球男子單打比賽上，卡雷尼奥·布斯塔击败了坦尼斯·桑德格倫，馬林·契利奇，多米尼克·克普費爾和世界排名第二的丹尼尔·梅德维杰夫进入半决赛。在那里他输给了第12号种子卡倫·哈查諾夫，但在铜牌争夺站中逆转击败了世界排名第一的德约科维奇，获得了铜牌。

### 2022年：首個大师赛冠军
加拿大公开赛上，卡雷尼奥·布斯塔首次打进加拿大大师赛八强，第三次打进大师赛半决赛；在半决赛中，他击败了丹尼爾·埃文斯，晋级他职业生涯的第一个1000 大师赛决赛，战胜休伯特·胡尔卡奇赢得个人首座大师赛冠军，也是他的第七个巡回赛冠军头衔。成为自2002年吉列爾莫·卡尼亞斯以来20年来首位获得该比赛冠军的非种子选手，也是自2001年排名43位的安德烈·帕維爾以来首位获胜排名20强之外的选手。

## 外部連結
- 巴勃羅·卡雷尼奧·布斯塔（英文/西班牙文）的官方資料
- 巴勃羅·卡雷尼奧·布斯塔的國際網球總會 職業／青少年 官方資料（英文）
- 巴勃羅·卡雷尼奧·布斯塔的官方資料（英文）
- 巴勃羅·卡雷尼奧·布斯塔的Instagram帳戶 （页面存档备份，存于）